# Liste der Werften in Danzig

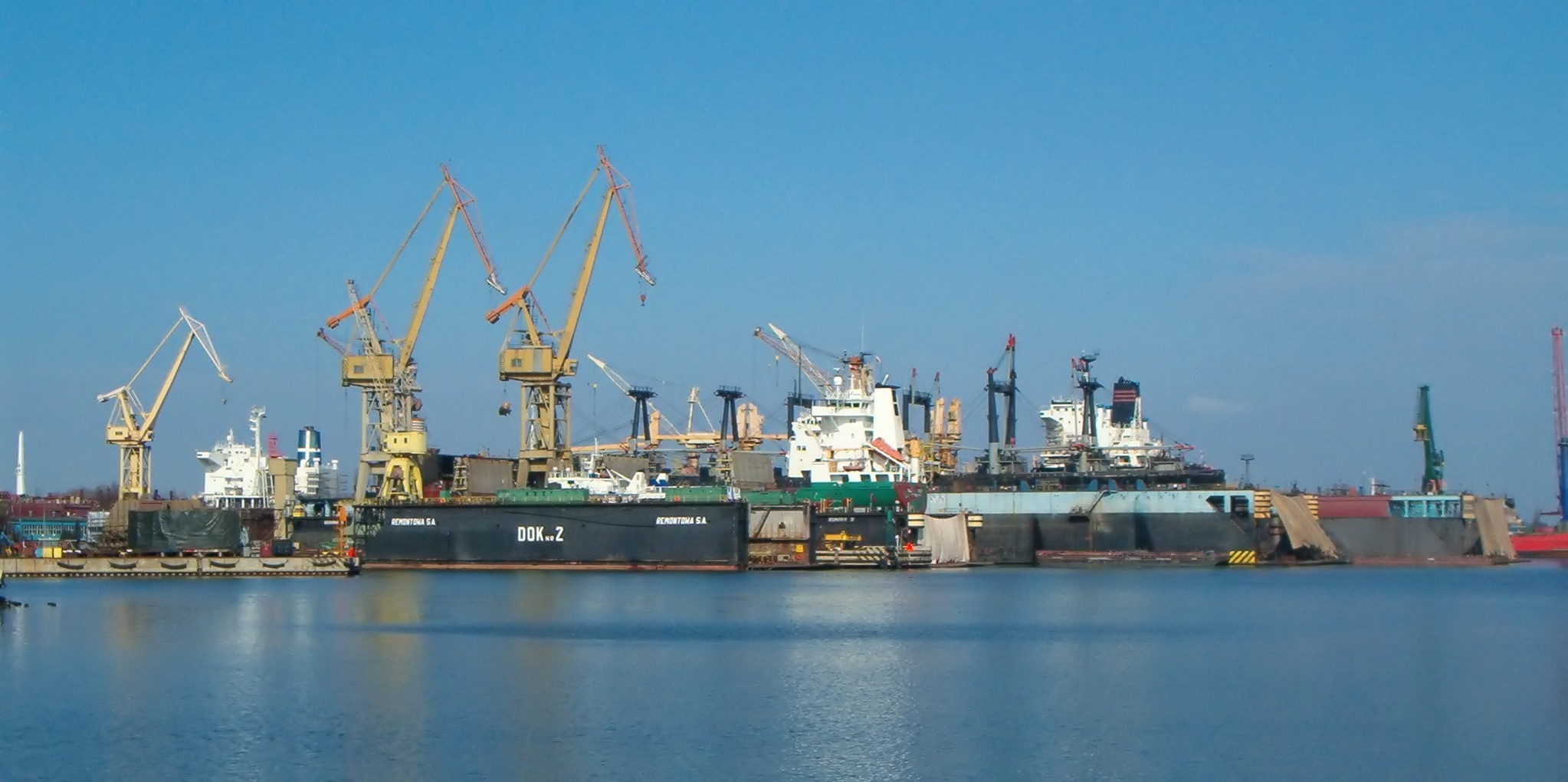
Docks der Remontowa

Die Liste der Werften in Danzig führt bestehende und ehemalige Werften auf, die in Danzig, Westpreußen, in der Freien Stadt Danzig (1920–1939) und in Gdańsk, Polen angesiedelt sind und waren.

## Geschichte
Der Danziger Schiffbau formierte sich im 19. Jahrhundert zu Kapital- und Personengesellschaften. Voran gegangen war ein Niedergang durch die preußische Blockade des Hafens zwischen 1772 und 1793.
Wichtigste Unternehmen waren zuerst die 1854 gegründete Königliche Werft Danzig (seit 1871 Kaiserliche Werft Danzig) und die Werft J. W. Klawitter. Im Jahr 1890 wurde die Schichau-Werft Danzig errichtet, die sich bis 1945 zur größten Danziger Werft entwickelte. Nachfolgeunternehmen der Kaiserlichen Werft wurde 1919 die Danziger Werft und Eisenbahnwerkstätten AG.
Nach Ende des Zweiten Weltkriegs wurden die Werften zwischen Danzig und Stettin unter der Zjednoczenia Stoczni Polskich (Vereinigte Polnische Werften) zusammengefasst. Unter diesem Dach befanden sich 1945 elf als Werften (polnisch Stocznia) bezeichnete Schiffbau-, Reparatur- und Maschinenbauunternehmen. Die zwei größten Danziger Werften wurden 1950 als Stocznia Gdańska (1967–1990 dt. Danziger Werft – Leninwerft) eigenständig, ebenso wie die Stocznia Północna (Nordwerft). Letztere kam 2011 unter das Dach der Remontowa Holding. Jüngste Danziger Werften sind die 1992 und 2002 gegründeten Maritim Shipyard und Sunreef Yachts.
Die F. Schichau AG wurde im April 1945 nach Bremerhaven verlegt. Im Jahr 1972 fusionierte sie zur Schichau Unterweser AG (SUAG) und 1988 zur Schichau Seebeckwerft, die bis 1996 bestand.

## Liste der Danziger Werften

### Werften bis 1950
- J. W. Klawitter, 1823 bis 1931
- Königliche Werft Danzig, 1854 bis 1918, seit 1871 Kaiserliche Werft Danzig
- Friedrich Heyn, 1855 bis 1874
- Danziger Schiffswerft und Kesselschmiede F. Devrient & Co., 1856 bis 1914
- A. und W. Wojan-Schiffswerft, 1869 bis 1944[1][2]
- Johannes Ick (Schiffsreparatur), 1870 bis 1945
- Friedrich Heyking, 1883 bis 1945
- Danziger Maschinenbauinspektion, 1888 bis 1945
- Schichau-Werft Danzig, 1890 bis 1945
- Danziger Werft und Eisenbahnwerkstätten, 1919 bis 1945, ehemals Kaiserliche Werft Danzig
  - The International Shipbuilding & Engineering Co. Ltd. (zeitweise)
- Boots- und Yachtwerft Friedrich Kropp, bis 1945
- Danziger Flussschiffswerft, 1943 bis 1947
- Waggonfabrik Danzig, Schiffbau seit 1944

Vereinigte Polnische Werften, 1945 bis 1950
- Zjednoczenia Stoczni Polskich (Vereinigte Polnische Werften), 1945 bis 1950
  - Stocznia nr 1, vormals Danziger Werft
  - Stocznia nr 2, vormals Schichau-Werft Danzig
  - Stocznia nr 3, vormals Waggonfabrik Danzig
  - Stocznia nr 4, 1945 bis 1947, vormals Danziger Flussschiffswerft (seit 1947 PRCiP, 2005 PRCiP Dragmor)
  - Stocznia nr 5, ehemals Klawitter
  - Stocznia nr 6, vormals Johannes Ick
  - Stocznia nr 7, vormals Boots- und Yachtwerft Friedrich Kropp
  - Stocznia nr 8, vormals Herbst/Heinrich Stahl
  - Stocznia nr 9, vormals Friedrich Heyking
  - Stocznia nr 10, vormals Willi Heinrich
  - Stocznia nr 11, vormals Danziger Maschinenbauinspektion

### Bestehende Werften
- Stocznia Gdańsk (dt. Werft Danzig)
  - Stocznia nr 1 und Stocznia nr 2 (1945–1950)
  - Stocznia Gdańska (1950–1967, Danziger Werft)
  - Stocznia Gdańska im. Lenina (1967–1990, Danziger Werft – Leninwerft)
  - Stocznia Gdańska (1990–2006)
  - Stocznia Gdańsk (seit 2006)

- Remontowa Shiprepair Yard
  - Gdańska Stocznia Remontowa (1952–1989), aus der Stocznia Gdańska ausgegründet
  - Gdańska Stocznia Remontowa im. J. Piłsudskiego (1981, 1989–2011)

- Stocznia Północna, seit 2011 Remontowa Shipbuilding
  - Stocznia nr 3 (1945–1950)
  - Stocznia Północna (1950–1975)
  - Stocznia Północna im. Bohaterów Westerplatte (1975–1993)
  - Stocznia Północna (1993–2011)

- Stocznia Wisła
  - Stocznia nr 11 (1945–1950)
  - Stocznia Rzeczna w Pleniewie (1950–1967)
  - Stocznia Wisła (seit 1967)

- Stocznia Jachtowa im. J. Conrada Korzeniowskiego
  - Stocznia nr 7 (1945–1951)
  - Gdańska Stocznia Jachtowa, (1951–?)

- Maritim Shipyard, gegründet 1992

- Sunreef Yachts, gegründet 2002.